# Sip
Šip je nenaseljeni otočić u hrvatskom dijelu Jadranskog mora.
Šip je smješten u sjevernoj Dalmaciji, sjeverozapadno od otoka Oliba, od kojega je udaljen oko 0,2 km. Njegova površina iznosi 0,037 km². Dužina obalne crte iznosi 1,11 km.